# Radisson Blu
Radisson Blu ist eine Hotel-Marke im Vier- bis Fünf-Sterne-Bereich, unter der die Radisson Hotel Group und Choice Hotels International ca. 400 Hotels in Europa, Afrika, Asien und Nordamerika betreiben. Sie wurde nach dem französischen Entdecker, Waldläufer und Pelzhändler Pierre-Esprit Radisson benannt.

## Entwicklung
Bis 2005 gehörte das Unternehmen mehrheitlich der SAS Group, der Muttergesellschaft von SAS Scandinavian Airlines, und firmierte unter dem Namen Radisson SAS. Nach der vollständigen Übernahme durch Rezidor (heute Radisson Hotel Group) firmiert sie seit Februar 2009 unter dem heutigen Namen Radisson Blu.
Radisson Blu ist im deutschsprachigen Raum derzeit (Stand November 2023) mit 22 Hotels in Deutschland, drei Hotels in Österreich und fünf Hotels in der Schweiz vertreten. In der Schweiz ist ein weiteres Hotel in Genf im Bau.

## Bekannte Häuser
Typisch für Radisson Blu sind die Hoteltürme. Wegen des berühmten Designs des Architekten Arne Jacobsen war das Radisson Blu Royal Hotel Kopenhagen (vormals SAS Hotel, heute Radisson Collection Hotel, Royal Copenhagen), gebaut im Internationalen Stil eines der bekanntesten Häuser der Marke. Ein weiteres Hotel befindet sich im Tour Part-Dieu in Lyon. Das Radisson Blu Hotel Hamburg ist mit 118 m Höhe das höchste Hotel der Stadt. Im Stuttgarter Porsche Design Tower eröffnete ein Haus der Marke im November 2023.
Darüber hinaus wurden auch einige Traditionshäuser von der Marke übernommen, wie beispielsweise der Schwarze Bock in Wiesbaden.
Im Hotel in der malischen Hauptstadt Bamako kam es am 20. November 2015 zu einer Geiselnahme.

## Abbildungen

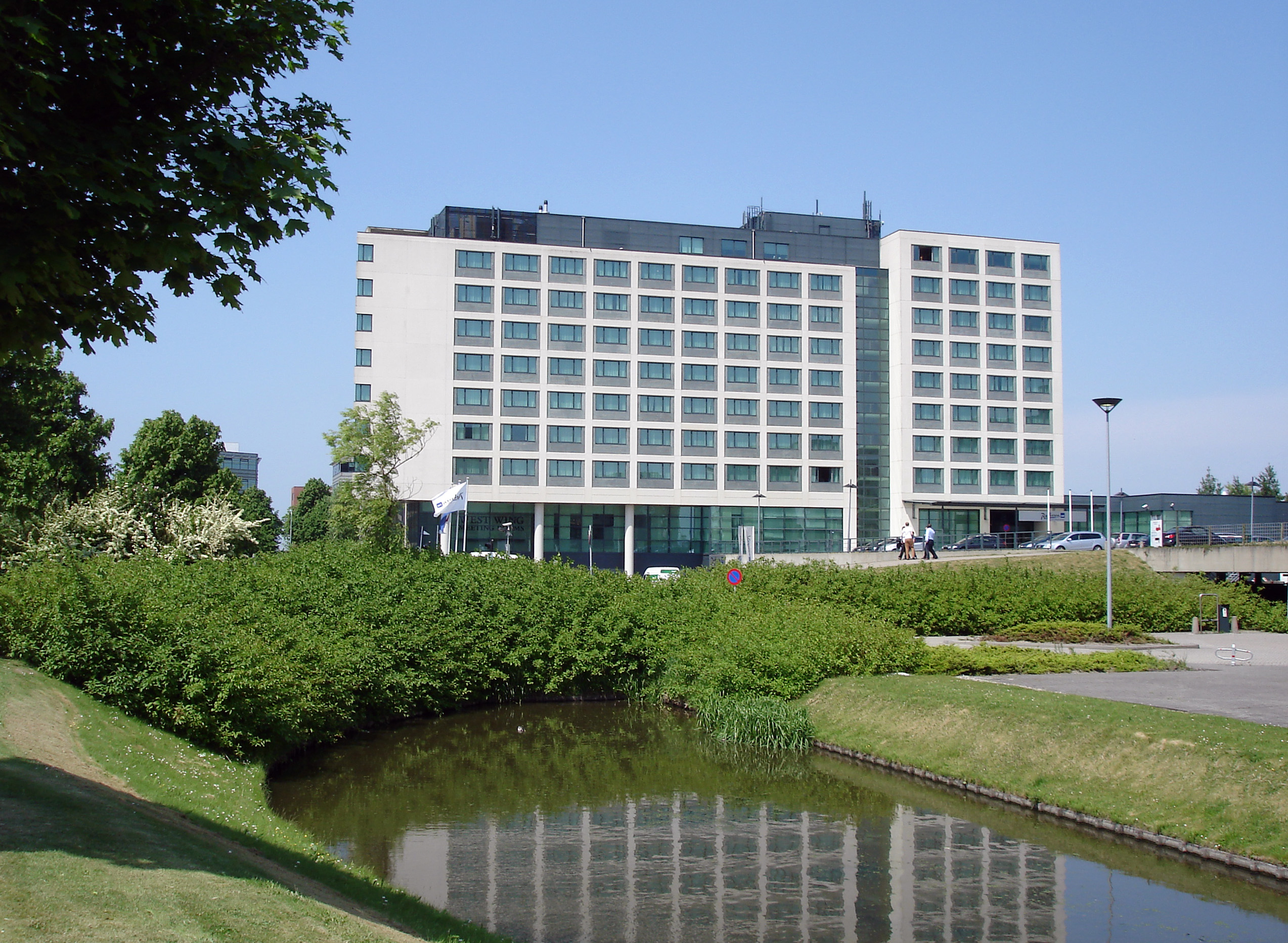
Radisson Blu Hotel, Amsterdam Airport in Schiphol-Rijk
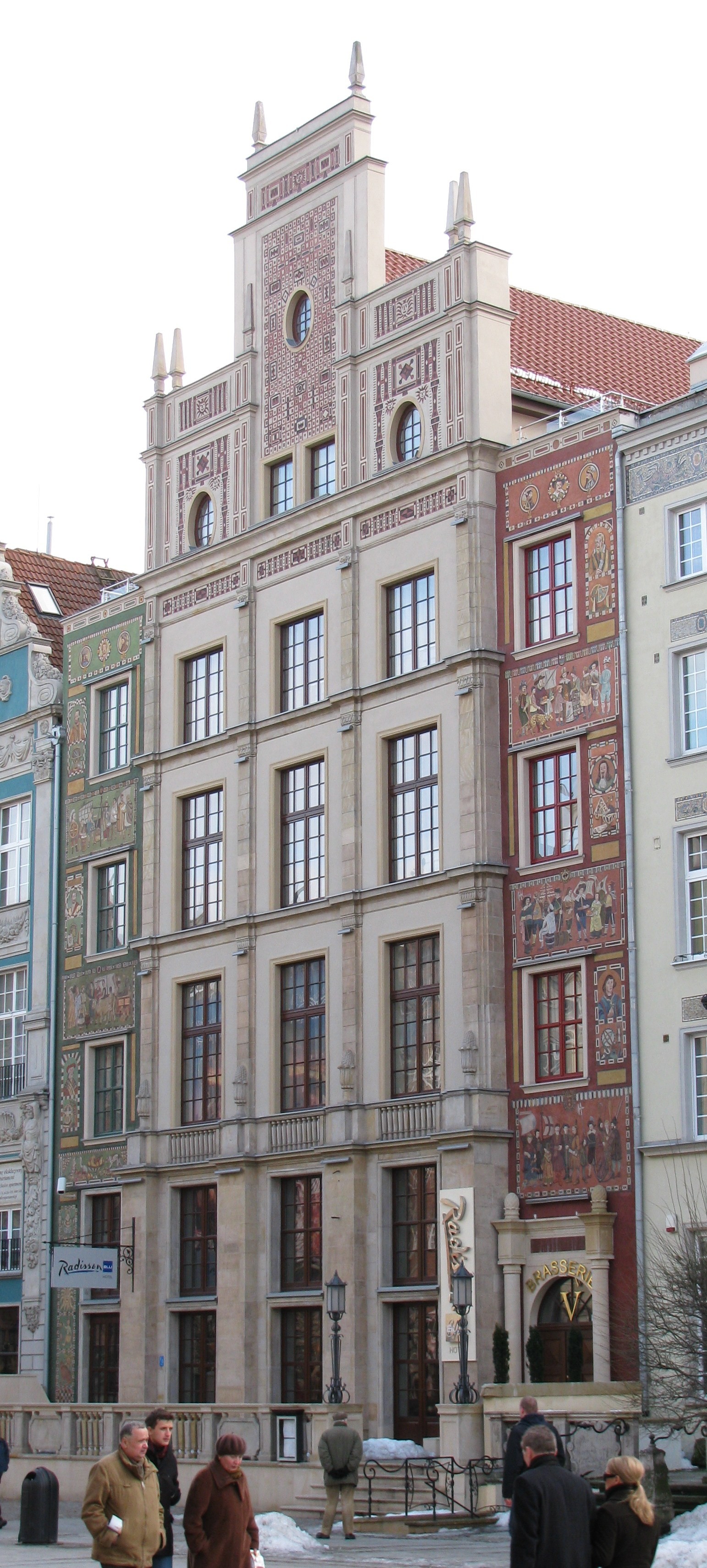
Radisson Blu Hotel, Gdańsk
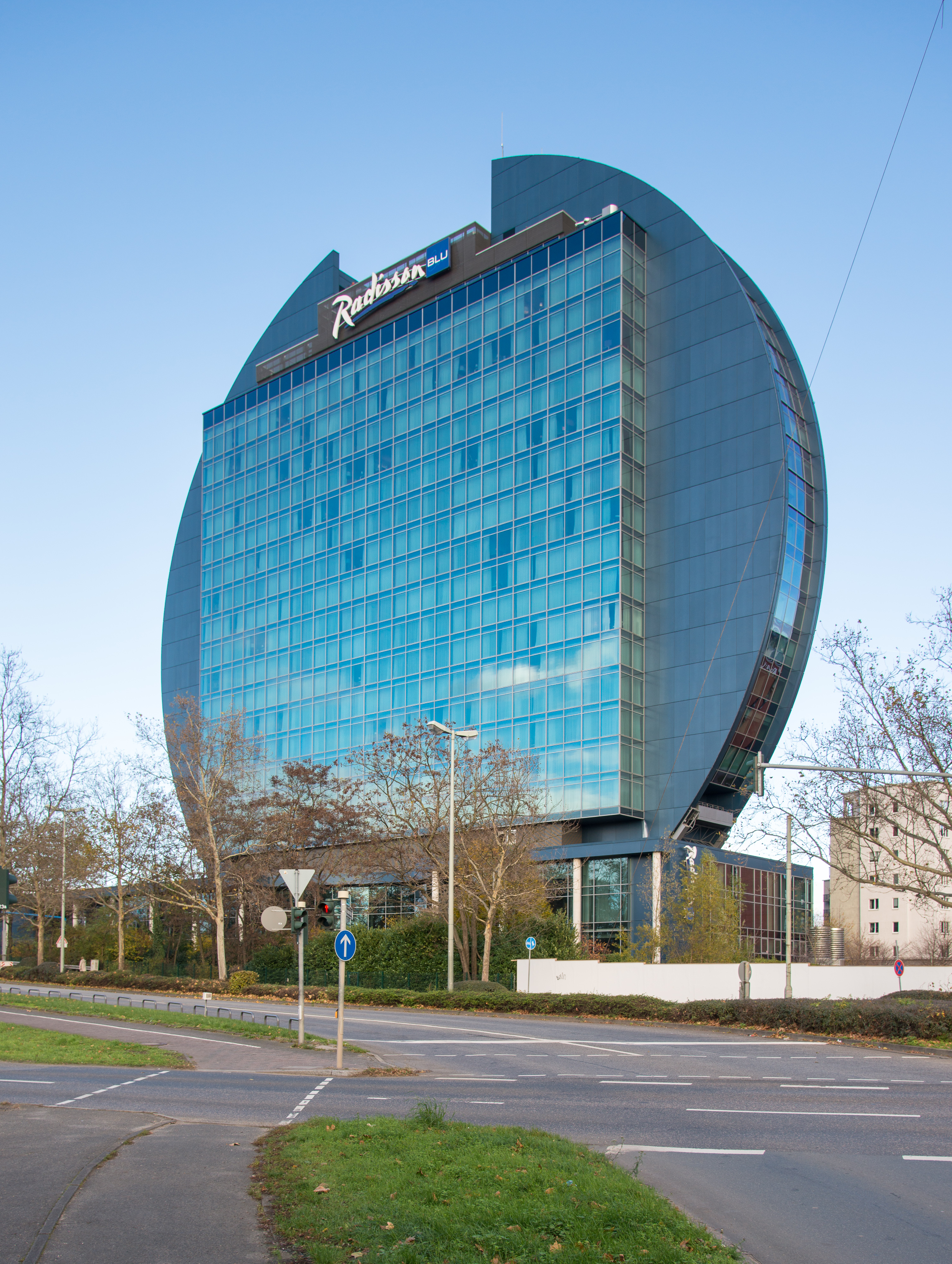
Radisson Blu Hotel, Frankfurt
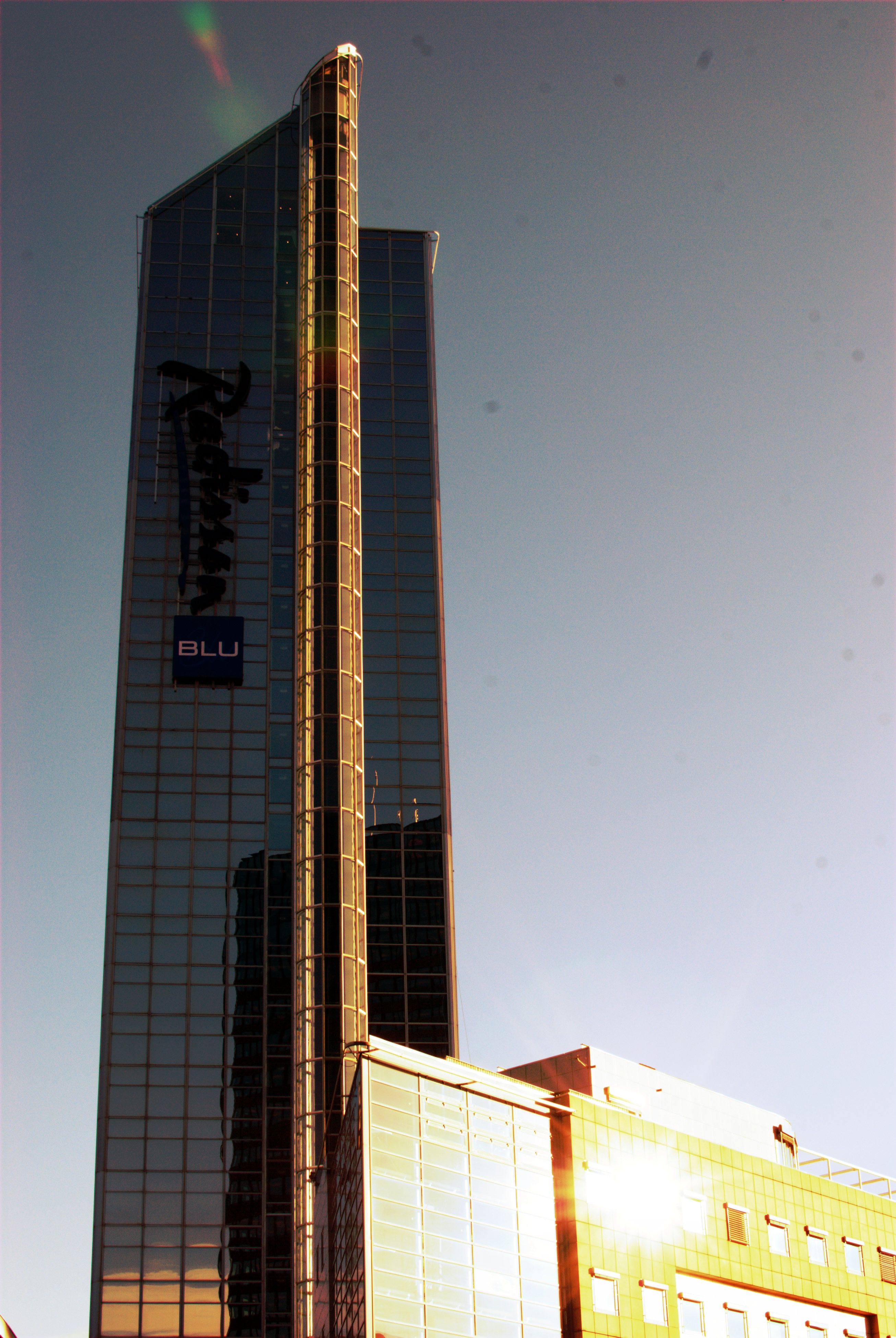
Radisson Blu Plaza Hotel, Oslo
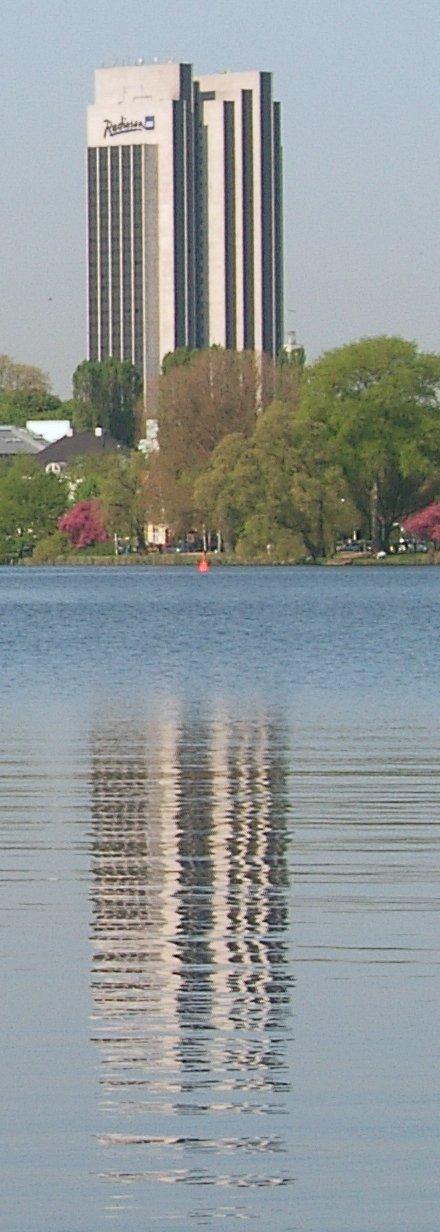
Radisson Blu Hotel Hamburg
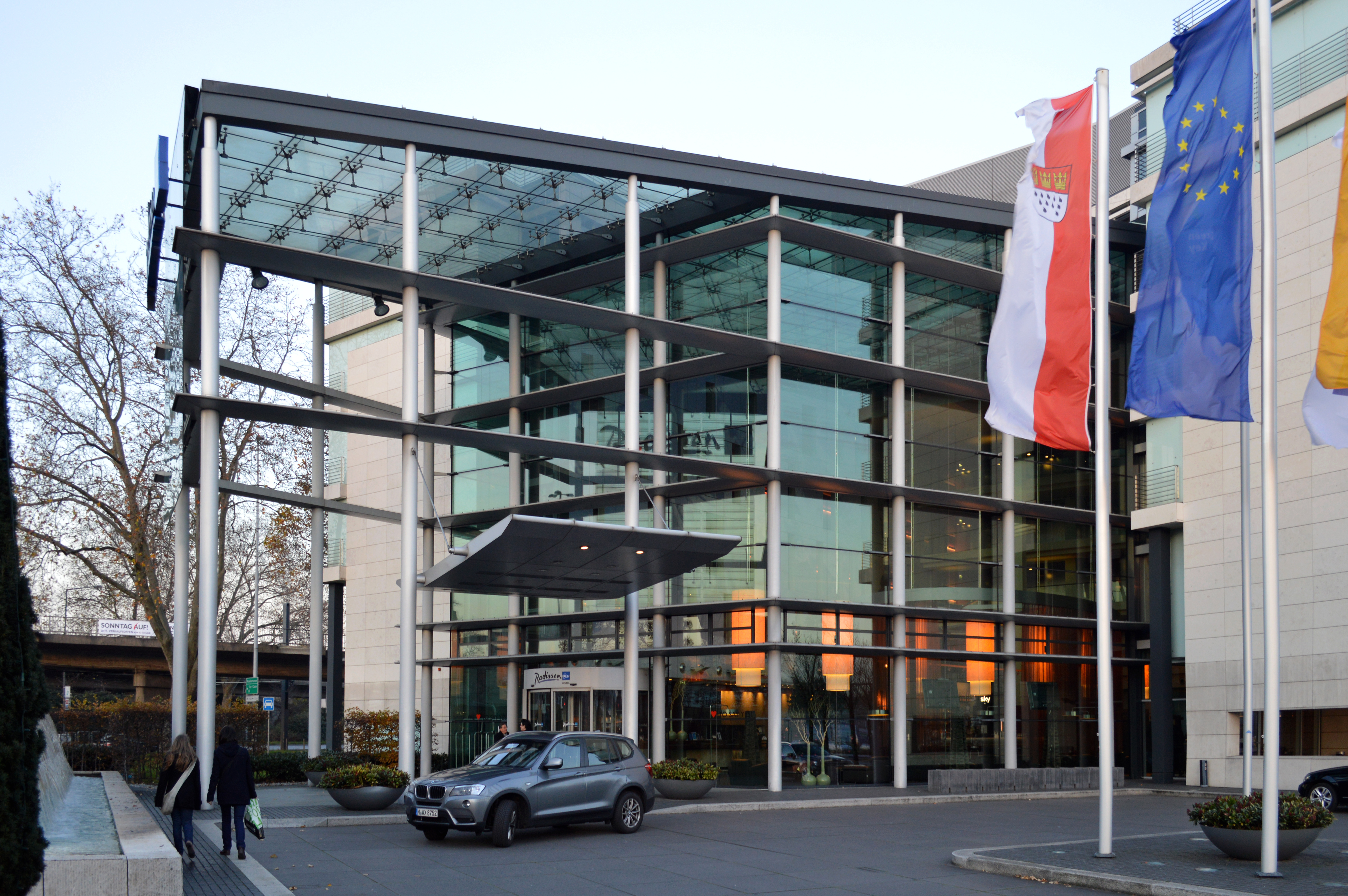
Radisson Blu Hotel, Köln
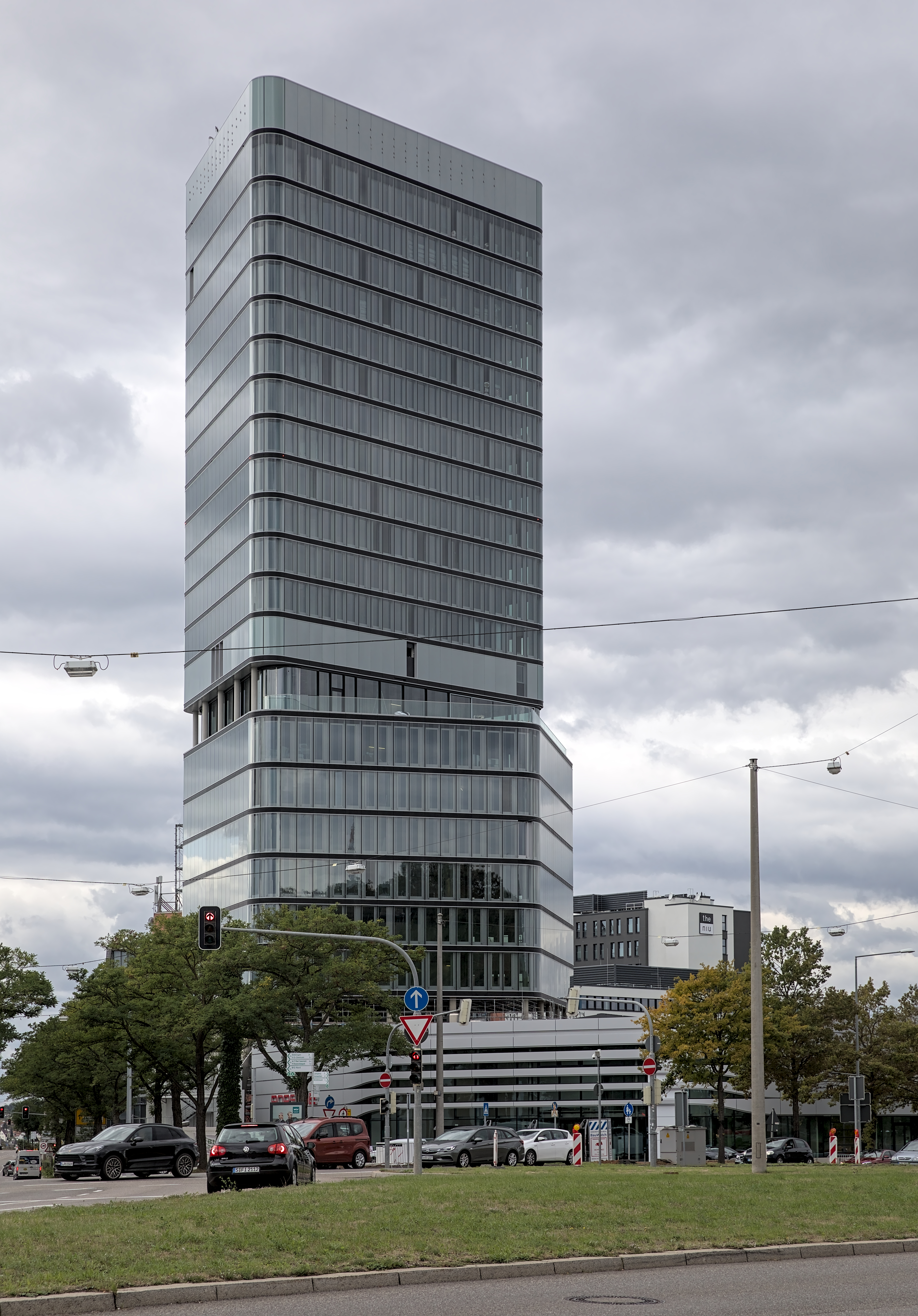
Radisson Blu Hotel im Porsche Design Tower Stuttgart
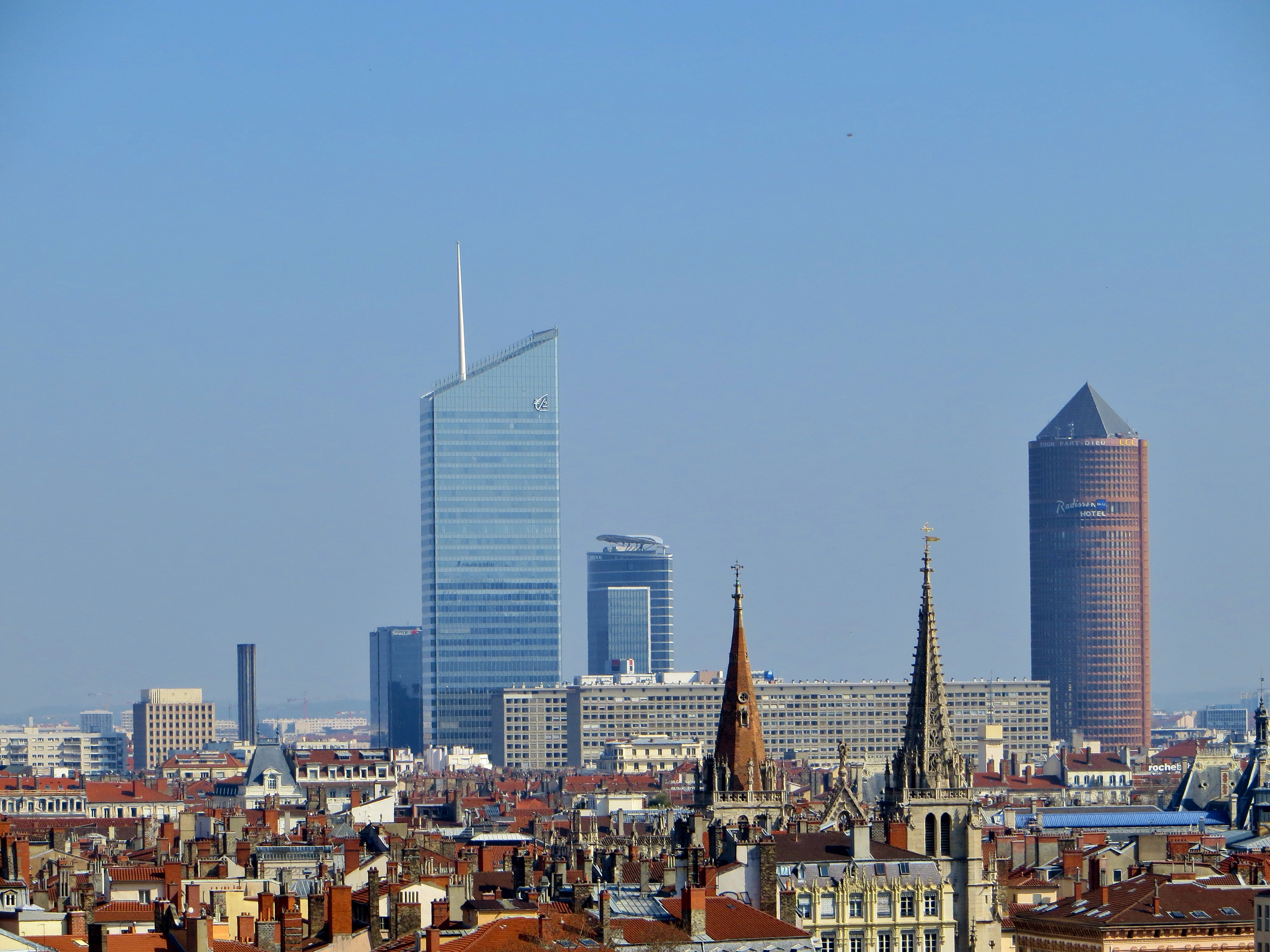
Radisson Blu Hotel, Lyon im Tour Part-Dieu (rechts im Bild)